# Pallamano ai XVII Giochi asiatici
La pallamano ai Giochi asiatici 2014 si è svolta dal 20 settembre al 2 ottobre a Incheon, in Corea del Sud. Nella disciplina della pallamano sono stati effettuati due tornei, quello maschile con 14 squadre nazionali coinvolte, e quello femminile, che ha visto partecipare 9 squadre nazionali.

## Medagliere
| Posiz. | Nazione       | Oro | Argento | Bronzo | Totale |
| ------ | ------------- | --- | ------- | ------ | ------ |
| 1      | Corea del Sud | 1   | 1       | 0      | 2      |
| 2      | Qatar         | 1   | 0       | 0      | 1      |
| 3      | Giappone      | 0   | 1       | 0      | 1      |
| 4      | Bahrein       | 0   | 0       | 1      | 1      |
| 4      | Kazakistan    | 0   | 0       | 1      | 1      |
| Totale | Totale        | 2   | 2       | 2      | 6      |

## Podi
| Evento    | Oro | Argento | Bronzo |
| Maschile  | Qatar Hamdi Missaoui Ameen Zakkar Hassan Mabrouk Bertrand Roiné Rafael Capote Abdulla Al-Karbi Abdulrazzaq Murad Yousuf Al-Abdulla Eldar Memišević Goran Stojanović Borja Vidal Kamalaldin Mallash Youssef Benali Hamad Madadi Hadi Hamdoon Mahmoud Hassaballa | Corea del Sud Jeong Yi-kyeong Sim Jae-bok Park Kyung-suk Yu Dong-geun Jung Su-young Park Jung-geu Lee Sang-uk Lim Duk-jun Oh Yun-suk Lee Dong-myung Hwang Do-yeop Yoon Ci-yoel Lee Hyeon-sik Lee Eun-ho Eom Hyo-won Lee Chang-woo     | Bahrein Ali Abdulla Eid Mahmood Abdulqader Hasan Al-Fardan Hasan Al-Samahiji Jaafar Abdulqader Sadiq Ali Mahdi Madan Mohamed Merza Mohamed Abdulhusain Mohamed Al-Maqabi Jasim Radhi Jasim Al-Salatna Husain Ali Ali Merza Ali Abdulqader Husain Al-Sayyad                       |
| Femminile | Corea del Sud Park Sae-young Kim Seon-hwa Jung Yu-ra Won Seon-pil Ryu Eun-hee Park Mi-ra Yoo Hyun-ji Kim Jin-yi Choi Su-min Song Mi-young Sim Hae-in Jung Ji-hae Kim On-a Lee Eun-bi Woo Sun-hee Gwon Han-na                                                   | Giappone Kimiko Hida Megumi Honda Mikako Ishino Arata Nishikiori Kaoru Yokoshima Chie Katsuren Aya Yokoshima Yui Sunami Sato Shiroishi Yuko Arihama Mayuko Ishitate Rino Aizawa Kaori Fujima Nozomi Hara Shiori Nagata Anri Matsumura | Kazakistan Yevgeniya Tsupenkova Rizagul Mukanova Olga Tankina Marina Pikalova Viktoriya Kolotinskaya Xeniya Volnukhina Anastassiya Rodina Yelena Suyazova Tatyana Parfenova Natalya Ilyina Irina Alexandrova Irina Danilova Yelena Klimenko Polina Mikhailova Kristina Kapralova |